# مصفاة سكيكدة
مصفاة سكيكدة هي مصفاة تكرير النفط تقع في سكيكدة، شمال الجزائرعلى شاطئ البحر الأبيض المتوسط قرب ميناء سكيكدة.

## التأسيس
وقد أنشأت سنة 1979، تابعة لشركة سوناطراك.

## طاقتها الإنتاجية
وتبلغ طاقتها الإنتاجية أكثر من  300 ألف برميل في اليوم أي حوالي 16.5 مليون طن سنويا، مما يجعلها أكبر مصفاة تكرير نفط في الجزائر.